# Емцов, Артём Александрович
Артём Александрович Емцов (укр. Артем Олександрович Ємцов; 8 июня 1986) — украинский актёр театра и кино.

## Биография
Артём Емцов родился 8 июня 1986 года в Киеве. В числе театральных родственников — двоюродная бабушка Татьяна Наумова – балерина Большого театра.
Детское желание быть сперва священником, затем цирковым артистом шаг за шагом привела Артёма в театральную студию, логичным продолжением которой стал театральный институт. В 2007 году окончил курс Николая Рушковского в Киевском государственном театральном институте им. Карпенко-Карого.
Театральную деятельность начал в киевском театре русской драмы имени Леси Украинки (с 2007 года), куда был принят без прослушивания. Затем был «Театре на Подоле» (с 2009) и снова возвращение в Русскую драму (с 2011 по 2017).
Участвует в антрепризных постановках («Опасный поворот», «Варшавская мелодия—2»), в литератнырных чтениях («Мастер и Маргарита», «Похороните меня за плинтусом») в объединённых программах с участием музыкантов, оркестра… Отличительная особенность — рост 196 см.
Живёт и работает в Киеве.

## Театр
Национальный академический театр русской драмы имени Леси Украинки
В театре им. Леси Украинки сыграл следующие роли
1. 2011 — «Чуть мерцает призрачная сцена… (Юбилей. Юбилей? Юбилей!»)
2. 2012 — «Мнимый больной» Мольера; реж. Аркадий Кац — Жорж, лакей[8]
3. 2013 — «Д-р» Б. Нушича; реж. Ирина Барковская — Милорад
4. 2014 — «Джульетта и Ромео» по У. Шекспиру; реж. Кирилл Кашликов — Парис
5. 2014 — «Требуется лжец!» Д. Псатаса; реж. Олег Никитин — Тудорос Паралас, лжец
6. 2016 — «Смесь небес и балагана» (вечер воспоминаний); реж. Михаил Резникович — участник спектакля
7. 2017 — «Обнажённая со скрипкой» Н. Коуарда; реж. Михаил Резникович — Фабрис
8. 2021 - "Музыка любви (по пьесе "Жорж и Фридерик. Он и она)" М.Кадо ; реж. Станислав Сукненко - Фридерик Шопен

Театр на Подоле
1. 2007 (ввод) — «Мастер-класс Марии Каллас» Терренса МакНелли; реж. Виталий Малахов — администратор
2. 2009 — «Кто убил молодого В.?» (второе название — «Новые страдания молодого В.») У. Пленцдорфа; реж. Георг Жено — Эдгар[9][10]
3. 2009 — «Игры олигархов»; реж. Виталий Малахов — Бердычевский
4. 2010 — «Лёвушка» А. Крыма; реж. Игорь Славинский — Лёвушка[11]
5. 2010 — «Опера Мафиозо» Васила Станилова; реж. Виталий Малахов — Витторио
6. 2011 — «La Bonne Anna, или как сохранить семью» Марка Камолетти; реж. Игорь Славинский — Роберт, дизайнер интерьеров[12]
7. 2012 — «Полоумный Журден» М. Булгакова; реж. Виталий Малахов — учитель фехтования

Другие театры
1. 2010 — «Опасный поворот» Дж. Пристли; реж. Ирина Зильберман — Гордон (Продюсерский центр «Домино-Арт»)[13]
2. 2003 (ввод) — «Варшавская мелодия—2» театральная фантазия Игоря Афанасьева по пьесе Л. Зорина; реж. Игорь Афанасьев — Дирижёр (Антреприза)[14]
3. «Приключения Пиноккио» песочный спектакль по одноимённой сказке К. Коллоди на музыку Золтана Алмаши; реж. Ольга Гаврилюк — Чтец (Национальная музыкальная академия Украины имени П. И. Чайковского)[15]
4. «Суламифь» — царь Соломон (Самостоятельная работа)
5. 2018 — «Приятная НЕОжиданность» Дж. Барона; реж. Ольга Лавреню — Росс Гардинер (Театр Актёр)[16]
6. 2018 — «В этом доме все возможно» Майкла Мак Кивера; реж. Ирина Зильберман

## Фильмография
1. 2006 — Золотые парни-2 — журналист (в титрах не указан)
2. 2007 — Сердцу не прикажешь — Роман
3. 2008 — Родные люди — Кирилл Быков
4. 2008 — Роман выходного дня — Василий
5. 2009 — Чкалов. Мифы и факты — Гинзбург
6. 2010—2013 — Ефросинья (телесериал) — Ромео (в титрах не указан)
7. 2012 — Возвращение Мухтара—8 (6-я серия «Прости-прощай») — Андрей
8. 2013 — Реалити (короткометражный) — Марк Босси
9. 2014 — Личное дело — Шахов, лицо нетрадиционной ориентации

## Отзывы
Артём Емцов для роли Эдди-Вертера оказался просто находкой — долговязый, с по-детски добрым лицом. Не умеющий рисовать художник, не желающий ходить на работу гражданин Германии, сбежавший из родительского дома сын. Наконец, влюбленный, страшащийся, как смерти, всякого физического контакта с возлюбленной. В общем, человек на две головы выше остальных, по-своему непонятый и несчастный.— Юлия БЕНТЯ о роли в спектакле «Кто убил молодого В.?», газета «Коммерсантъ Украина» №189 от 3 ноября 2009 года

Любимцем публики здесь безусловно станет и Артем Емцов — это видно уже на премьере. Молодой актер сыграл роль не второго и даже не третьего плана. Его имя в списке действующих лиц и исполнителей значится в хвосте, ведь лакея Жоржа в мольеровской пьесе нет. Его придумал режиссер. Этот безмолвный долговязый паренек с вечно разинутым от удивления ртом маячит где-то на заднем плане, но так непосредственно и честно переживает все происходящее на сцене, что глаз не оторвать.— Елена ФРАНЦЕВА о роли в спектакле «Мнимый больной», газета «Известия» от 15 октября 2012 года

Ну, и, конечно же, отдельное «браво!» молодому актёру Артёму Емцову в роли лакея Жоржа. Его бессловесный, долговязый и нескладный герой — точная копия старинного литографического изображения итальянского слуги-дзани (интересно, знает ли сам актёр об этом сходстве?) — без сомнения, актёрское открытие в этом спектакле.— Наталья ВЛАДИМИРОВА о роли в спектакле «Мнимый больной», газета «День» от 13 ноября 2012 года